# Cástor y Pólux (ópera)
Cástor y Pólux (título original en francés, Castor et Pollux) es una ópera barroca en un prólogo y cinco actos con música de Jean Philippe Rameau y libreto en francés de Pierre-Joseph Bernard (Gentil-Bernard). Fue estrenada en la Académie royale de musique en París el 24 de octubre de 1737. 
Esta tragédie en musique tuvo sendas versiones posteriores en 1754 y 1764. Fue un gran éxito, con numerosas reposiciones en la Ópera de París (años 1737, 1754 (reformada), 64, 65, 78, 79, 80, 82 y 1784). Es la tercera de las óperas de Rameau y la segunda en la forma de tragédie en musique (si no se considera a la perdida Samson). Rameau hizo cortes sustanciales, alteraciones y añadió nuevo material a la ópera para su reposición en 1754. Los expertos aún discuten cuál de las dos versiones es superior. Sea cual sea, Cástor y Pólux siempre ha sido considerada como una de las mejores obras de Rameau. Esta ópera se representa poco; en las estadísticas de Operabase aparece la n.º 928 de las óperas representadas en el período 2005-2010, siendo la 128.ª en Francia y la novena de Rameau, con 2 representaciones.

## Historia

### Composición
Charles Dill propone que Rameau había compuesto la ópera de 1737 justo después de trabajar con Voltaire en la ópera "Samson" que nunca terminó, después de lo cual compuso "Cástor y Pólux" implementando la estética de Voltaire. Por ejemplo, Voltaire buscó la presentación de cuadros estáticos que expresaran emoción, como en el primer acto de la versión de 1737 que comienza con la escena de la tumba de Cástor con un coro de espartanos cantando "Que tout gemisse," seguido por un recitativo entre Telaire y Phoebe en la que la primera está lamentando la pérdida de su amado Castor, y culminando con el aria de lamento de Telaire titulada "Tristes apprets." Dill señala que por contraste, la versión de 1754 empieza con un mayor telón de fondo detrás de la historia del amor de Telaire por Cástor y representa su muerte al final. Los acontecimientos del Acto I de la versión de 1737 aparece en el Acto II de la versión de 1754. Dill pretende que Voltaire estaba más interesado en la música que en la acción en la ópera. Más aún, Dill nota una diferencia en las tramas entre las dos versiones. En la versión de 1737, la principal preocupación es por el dilema moral entre el amor y el deber al que Pólux se enfrenta: debe perseguir el amor de Telaira o rescatar a su hermano? Por supuesto, elige lo segundo. En la versión de 1754, Dill remarca que la trama está más preocupada con las pruebas que Pólux debe afrontar: debe matar a Linceo, persuadir a Júpiter de que no se oponga a su viaje al Mundo inferior, y persuade a Cástor de que no acepte el regalo de la inmortalidad. 
Mientras algunos estudiosos (como Cuthbert Girdlestone, Paul Marie-Masson, y Graham Sadler) han asumido que la versión de 1754 era superior, Dill considera que Rameau hizo los cambios de 1754 en un punto diferente de su carrera. En 1737, estaba probando los límites de la tragedie lyrique; mientras que en 1754, había trabajado más con géneros orientados al ballet en que incluía sorprendentes composiciones musicales que complacieron al público. Así, Dill propone que pudo haber cierta preocupación comercial detrás del cambio en estética en 1754, conforme la versión revisada se acomodaba más a la estética tradicional lullyana. Comenta que mientras muchos ven la revisión como más innovadora, en la actualidad la versión de 1737 es la más audaz.

### Representaciones
Cástor y Pólux apareció en 1737 mientras la controversia encendida por la primera ópera de Rameau Hipólito y Aricia aún estaba de moda. Los críticos conservadores consideraban que las obras del "padre de la ópera francesa", Jean-Baptiste Lully, eran insuperables. Vieron las innovaciones musicales radicales de Rameau como un ataque a todo lo que apreciaban y una guerra verbal estalló entre estos lullistas y los defensores del nuevo compositor, los llamados Rameauneurs (o ramistas). Esta cntroversia aseguró que el estreno de Cástor sería un acontecimiento memorable.
Rameau no había alterado la estructura dramática del género de la tragédie lyrique de Lully: conservó el formato en cinco actos con el mismo tipo de números musicales (obertura, recitativo, aria, coro, y suites de danza). Simplemente había expandido los recursos musicales disponibles para los compositores de ópera franceses. Mientras algunos dieron la bienvenida al nuevo idioma de Rameau, los oyentes más conservadores no lo encontraban atractivo. Por otro lado, el defensor de Rameau, Diderot (quien más tarde volvió su lealtad a otro lugar) señaló: "El viejo Lulli es simple, natural, incluso, demasiado igualado a veces, y esto es un defecto. El joven Rameau es singular, brillante, complejo, culto, demasiado culto a veces; pero esto es quizá un defecto para los oyentes." Por otro lado, la queja de los lullistas era que el idioma musical de Rameau era más expresivo que el de Lully y llegaron hasta llamarlo con mal gusto "italizanizado" (según los estándares franceses).  Por ejemplo, donde Lully ha contenido la expresión musical, el estilo recitativo de Rameau incluyó saltos melódicos más amplios en contraste con el estilo más declamatorio de Lully. Esto se puede oír claramente, por ejemplo, en el recitativo inicial entre Phoebe y Cleone (sirviente de Phoebe) en el Acto I, escena 1 de la versión revisada de 1754.  Además, añadió un vocabulario armónico más rico que incluía nueve acordes. El estilo vocal más exigente de Rameau llevó al comentario (que se cree hecho por el propio Rameau) que mientras las óperas de Lully exigían actores, las suyas requerían cantantes. A lo largo del tiempo, estos cambios se hicieron más y más aceptables para el público francés.
Como resultado, la ópera fue un éxito. Tuvo veinte representaciones a finales de 1737 pero no reaparecieron hasta la versión sustancialmente revisada que se estrenó en 1754. Esta vez hubo treinta representaciones y diez en 1755. Graham Sadler escribe que "Fue (...) Cástor y Pólux la que fue considerada el mayor logro de Rameau, al menos desde el tiempo de su primera reposición (1754) en adelante."
Le siguieron reposiciones en 1764, 1765, 1772, 1773, 1778, 1779 y 1780. El gusto por las óperas de Rameau no sobrevivieron mucho a la Revolución Francesa sino que extractos de Cástor y Pólux todavía se representaban en París tan tardíamente como 1792. Durante el siglo XIX, la obra no apareció en la escena francesa, aunque su fama sobrevivió la general oscuridad en que se hundieron las obras de Rameau; Hector Berlioz con admiración mencionó el aria Tristes apprêts.
La primera reposición moderna tuvo lugar en la Schola Cantorum en París en 1903. Entre el público estaba Claude Debussy.

## Personajes
| Personaje | Tesitura     | Elenco del estreno, 24 de octubre de 1737 (Director: - ) |
| --------- | ------------ | -------------------------------------------------------- |
| Castor    | haute-contre | Monsieur Tribou                                          |
| Pollux    | bajo         | Claude Chassé                                            |
| Télaïre   | soprano      | Mlle Pélissier                                           |
| Phébé     | soprano      | Marie Antier                                             |
| Jupiter   | bajo         | Monsieur Dun                                             |
| Vénus     | soprano      | Mlle Rabon                                               |
| Mars      | bajo         | Monsieur Le Page                                         |
| Minerve   | soprano      | Mlle Eremans                                             |

## Argumento
La sinopsis se basa en la versión de 1737
La ópera se desarrolla en tiempo y lugar míticos. El prólogo alegórico no tiene relación con la historia principal. Celebra el final de la Guerra de Sucesión de Polonia, en la que había estado implicada Francia. En el prólogo Venus, diosa del amor, somete a Marte, dios de la guerra, con la ayuda de Minerva. En la revisión de 1754, el prólogo se eliminó.

### Acto I
Antecedentes: Cástor y Pólux son héroes famosos. A pesar de ser hermanos gemelos, uno de ellos (Pólux) es inmortal y el otro (Cástor) es mortal. Ambos aman a la misma persona, la princesa Telaira (Télaïre), pero ella ama solo a Cástor. Los gemelos han luchado en la guerra contra un rey enemigo, Linceo (Lyncée) que ha dado como resultado un desastre: Cástor ha muerto. La ópera empieza con sus ritos fúnebres. 
En la versión de 1737, el acto se abre con una escena de tumba en la que un coro de espartanos lamentan la muerte de su rey muerto Cástor quien ha sido asesinado por Linceo. La música presenta un motivo tetracordo descendente asociado con la lamentación desde el Lamento de la ninfa de Claudio Monteverdi. Telaira expresa su dolor a su amiga Phébé en Tristes apprêts, una de las arias más famosas de Rameau. Aunque Tristes apprêts no tiene el rasgo de tetracordo descendente, Cuthbert Girdlestone aun así lo considera un lamento. El aria es en forma da capo. Presenta un obligado de fagot y un estallido en el registro alto sobre la palabra "Non!" que marca su punto álgido. Pólux y su banda de guerreros espartanos interrumpen el luto llevando el cuerpo muerto de Linceo que ha sido matado en venganza. La música de marcha para la entrada de Cástor y los espartanos es de carácter marcial. Con el cuerpo de Linceo a sus pies, Cástor proclama "¡Que el Infierno aplauda este giro de los acontecimientos! ¡Que una sombra en duelo goce con ello! El grito de venganza es la canción del Infierno." El coro de espartanos entonces canta y baila alegre. El segundo aire de los espartanos es en do mayor, lo que permite un obligado de trompeta con todas sus connotaciones militares. Pólux sugiere casarse con la enlutada viuda de Cástor, Telaira. Ella evita dar una respuesta, y en lugar de ello le pide que vaya y ruegue a su padre Júpiter, rey de los dioses, que Cástor vuelva a la vida. El acto concluye con un largo recitativo en el que Pólux expresa su amor por Telaira.

### Acto II
Pólux expresa sus emociones en conflicto en el aria Nature, amour, qui partagez mon coeur. Si hace lo que Telaira le pide y consigue convencer a Júpiter de que devuelva la vida a su hermano, sabe bien que perderá toda oportunidad de casarse con ella. Pero finalmente se rinde a sus ruegos. Júpiter desciende del cielo y Pólux le ruega que devuelva la vida a Cástor. El padre de los dioses le responde que no tiene poder para alterar las reglas del destino. La única manera de salvar a Cástor es que Pólux acepte reemplazar a su hermano entre los muertos. Hebe, la diosa de la juventud, le muestra con un ballet de los Placeres Celestiales visiones de lo que perderá. Pero Pólux, desesperado porque nunca ganará a Telaira, se prepara para entrar en el Hades.

### Acto III
La escena muestra la entrada a los Infiernos, guardada por monstruos y demonios. Febe reúne a los espartanos para impedir a Pólux entrar en la puerta del Infierno. Pólux rechaza que lo disuadan, incluso aunque Febe le ama. Cuando Telaira llega y Febe ve la pasión que Pólux siente por ella, se da cuenta de que nunca le corresponderá. Irge a los demonios del Infierno que le impidan entrar (Sortez, sortez d'esclavage/Combattez, Démons furieux). Pólux lucha contra los demonios con la ayuda del dios Mercurio y desciende al Hades.

### Acto IV
Cástor, en los Campos Elíseos, canta el aria Séjours de l'éternelle paix: los bellos alrededores no lo pueden compensar por la pérdida de Telaira, ni pueden hacerlo el Coro de Espíritus Felices. Queda asombrado al ver a su hermano Pólux, quien le cuenta su sacrificio. Cástor no quiere que su hermano se sacrifique, pero acepta regresar junto a Telaira durante un día para poder ver a Telaira por última vez. 

### Acto V
Cástor regresa a Esparta. Cuando Febe lo ve, cree que Pólux ha muerto y se suicida, de manera que pueda reunirse con él en el Inframundo. Pero Cástor le dice a Telaira que solo planea quedarse un día con ella. Telaira amargamente le acusa de no haberla amado nunca. Júpiter desciende en una tormenta como deus ex machina para resolver el dilema. Declara que ambos hermanos podrán compartir la inmortalidad. La ópera acaba con la fête de l'univers ("Fiesta del Universo") en que las estrellas, los planetas y el sol declebran la decisión del dios y los hermanos gemelos son recibidos en el Zodíaco como la constelación de Géminis (los gemelos celestes).

## La revisión de 1754
El prólogo se eliminó por completo; ya no era políticamente relevante y había terminado la moda de que las óperas tuvieran prólogo. La ópera ya no empieza con el funeral de Cástor; se creó todo un Acto I nuevo explicando los antecedentes de la historia: Telaira ama a Cástor pero está prometida a Pólux, quien está preparado para dejársela a su hermano cuando lo descubre. Desafortunadamente, las celebraciones de boda son intrrumpidas violentamente por Linceo y se desencadena la batalla en que muere Cástor. Los acvtos III y IV se fundieron y la obra en su conjunto se acortó quitando buena parte de los recitativos.

## Grabaciones
- Nikolaus Harnoncourt / Jeanette Scovotti (Telaïre), Zeger Vandersteene (Castor), Norma Lerer (Phébé), Gérard Souzay (Pollux). Concentus Musicus Wien, Coro de Cámara de Estocolmo (1972). Teldec (Versión de 1737)[16]
- William Christie / Agnès Mellon, Howard Crook, Véronique Gens, Jérôme Corréas. Les Arts Florissants (1992). Harmonia Mundi (Versión de 1737)[17]
- Charles Farncombe / Jennifer Smith, Peter Jeffes, Cynthia Buchan, Philippe Huttenlocher. Orquesta barroca y coro del English Bach Festival (1982). Erato (Versión de 1754)[18]
- Kevin Mallon / Meredith Hall, Colin Ainsworth, Monica Whicher, Joshua Hopkins, Brian McMillan, Giles Tomkins, Renee Winick. Aradia Ensemble, Opera in Concerto Chorus (2004). Naxos (Versión de 1754)[19]
- Christophe Rousset / Anna Maria Panzarella, Finnur Bjarnason, Véronique Gens, Henk Neven, Judith van Wanroij, Nicolas Testé, Thomas Oliemans, Anders J. Dahlin. Les Talens Lyriques, coro de la De Nederlandse Opera (2008). Opus Arte (Versión de 1754)